# Myszanka
Myszanka (biał. i ros. Мышанка, biał. t. Мiша) – rzeka w środkowej Białorusi (obwód brzeski), prawy dopływ Szczary w zlewisku Morza Bałtyckiego. Długość – 109 km, powierzchnia zlewni – 930 km², średni przepływ u ujścia – 4,9 m³/s, nachylenie – 0,7‰.
Wypływa na południowych stokach Wysoczyzny Nowogródzkiej. Płynie na południe przez Równinę Baranowicką, mija Baranowicze i uchodzi do Szczary. Skanalizowana na odcinku 16 km w górnym biegu. Oś rozległej sieci melioracyjnej. 
Źródła: 
- Hasło река Мышанка w Белорусский Посейдон (biał. / ros.)
- Myszanka, [w:] Słownik geograficzny Królestwa Polskiego, t. VI: Malczyce – Netreba, Warszawa 1885, s. 838.